# Micromyrtus uniovula
Micromyrtus uniovula är en myrtenväxtart som beskrevs av Barbara Lynette Rye. Micromyrtus uniovula ingår i släktet Micromyrtus och familjen myrtenväxter. Inga underarter finns listade i Catalogue of Life.